# Guéna le crocodile
Cet article concerne le téléfilm. Pour le personnage, voir Guéna le crocodile (personnage).

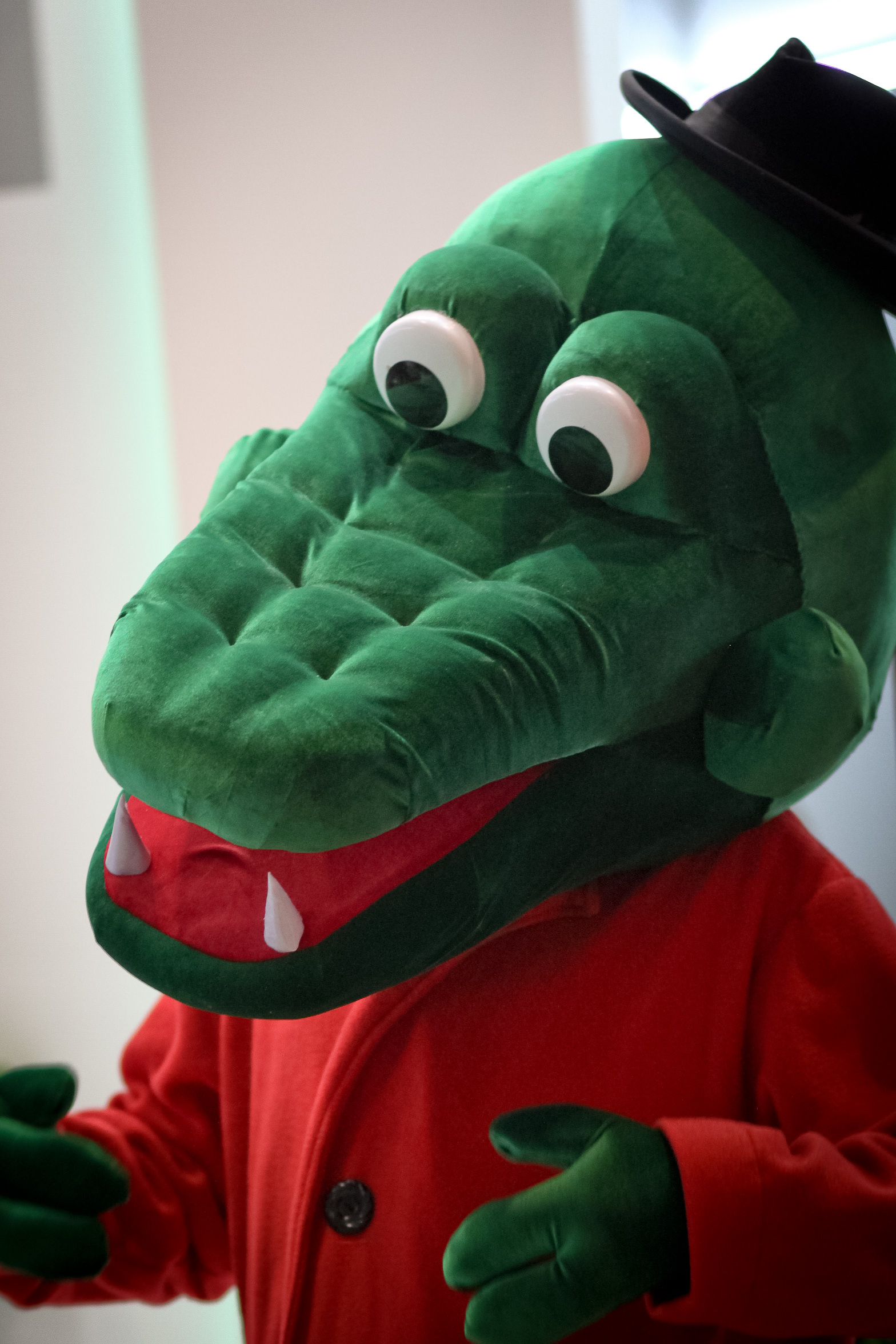
Peluche représentant Guéna le crocodile.

Guéna le crocodile (Крокодил Гена) est un film d'animation soviétique réalisé par Roman Katchanov, sorti en 1969.
Produit par Soyuzmultfilm Studio, ce court métrage d'une durée de vingt minutes et trente-et-une secondes fut très populaire en URSS et en Europe de l'Est et est encore régulièrement diffusé sur les chaînes de télévision russophones. Il fait partie de la série des histoires de Tchebourachka.

## Synopsis
Guéna est un crocodile qui passe ses journées au zoo et qui rentre chez lui le soir dans son appartement. Solitaire, il est las d'avoir à jouer tout seul aux échecs et il décide de se trouver des partenaires de jeu. Il poste des annonces dans toute la ville et finalement une petite fille, Galia, arrive avec une poupée, puis arrive Tchebourachka. Ils décident de se construire une maison ; mais la méchante vieille Chapokliak (Chapeau-Claque) s'oppose à leur projet.

## Fiche technique
- Durée : 19 min 31 s
- Auteur du scénario : Edouard Ouspenski, Roman Katchanov
- Mise en scène : Roman Katchanov
- Direction artistique : Leonid Schwarzman
- Opérateur : Yossif Holomb
- Compositeur : Mikhaïl Ziv

## Voix
- Vassili Livanov : Guéna le crocodile
- Clara Roumianova : Tchebourachka
- Vladimir Rautbart : Chapeau-Claque
- Vladimir Kenigson : le vendeur
- Tamara Dmitrieva : Galia

## Autour du film
De nombreuses poupées, jouets, souvenirs cartes postales et timbres-poste ont été édités et sont toujours édités dans les différents pays de l'ancienne URSS témoignant de la popularité de ce film encore de nos jours.